# Hordorf
Hordorf è una località della Germania, frazione (Ortschaft) del comune di Cremlingen, nel land della Bassa Sassonia.

## Storia
Già comune autonomo nel circondario di Braunschweig, fu soppresso e incorporato a Cremlingen il 1º marzo 1974.
| Controllo di autorità | VIAF (EN) 248196400 · GND (DE) 4277731-8 |